# Cardepia demotica
Cardepia demotica là một loài bướm đêm trong họ Noctuidae.